# Anna Tomowa-Sintow
Anna Tomowa-Sintow (em búlgaro:  Анна Томова-Синтова, transliteração oficial Anna Tomova-Sintova, nascida em 22 de setembro de 1941, em Stara Zagora, Bulgária) é uma soprano de grande sucesso, tendo se apresentado nos mais importantes teatros de ópera do mundo. Seu repertório inclui Mozart, Rossini, Verdi, Puccini, Wagner e Strauss.  Após ter vencido o 1º concurso internacional de Canto do Rio de Janeiro em 1971, uma parceria profissional se firmou entre Anna e o maestro Herbert von Karajan, parceria esta que permaneceu até a morte do maestro, em 16 de julho de 1989.

## Vida
Tomowa-Sintow começou a aprender piano aos seis anos de idade e aos dezesseis, ganhou um concurso nacional de canto. Mais tarde, frequentou o Conservatório Nacional de Sofia, onde estudou canto com o Professor Georgi Zlatev-Tcherkin e a soprano Katia Spiridonowa. Graduou-se em canto e piano e seu concerto de formatura foi também sua estreia nos palcos, como a Tatyana de Tchaikovsky em Eugene Onegin. Após a formatura, ela se juntou ao Estúdio de Ópera de Leipzig, onde, em 1967, fez sua estreia profissional como a Abigaille de Verdi na ópera Nabucco. Construiu seu repertório com os papéis principais de Puccini em Madama Butterfly e Manon Lescaut;  de Verdi La traviata, Il trovatore, e Otello; de Mozart Don Giovanni; de Strauss Arabella; e Werner Egk's Morrer Zaubergeige. Para várias destas interpretações estudou com a companhia de música do diretor e professor Paulo Schmitz, que estudara com Richard Strauss.
Em 1972, ela foi convidada para participar do Deutsche Staatsoper de Berlim, onde ela foi nomeada Kammersängerin durante o seu primeiro ano. Em Berlim, ela continuou a expandir seu repertório com as principais funções de Mozart, O Casamento de Fígaro e Così fan tutte, de Verdi Aida, de Puccini, Tosca, Tchaikovsky Ievguêni Oniéguin, de Wagner, Tannhäuser e Lohengrin, e Strauss Ariadne auf Naxos e Der Rosenkavalier. 
Ela também é uma Kammersängerin da Staatsoper de Viena.
Em 1973, Tomowa-Sintow fez o teste para o maestro Herbert von Karajan para a próxima estreia mundial de Carl Orff's De temporum fine comoedia no Festival de Salzburgo. Ele a contratou imediatamente, e, pelos dezessete anos seguintes (até a morte de Karajan), os dois trabalharam frequentemente juntos em casas de ópera, salas de concertos e estúdios de gravação de todo o mundo. Karajan alegou que Tomowa-Sintow era "o maior talento que eu encontrei nos últimos anos.'' A partir de 1973 até 1991, Tomowa-Sintow foi uma permanente convidada do Festival de Salzburgo. Com o maestro, ela gravou Le nozze di Figaro (1978), Lohengrin (em frente René Kollo e Dunja Vejzovic, 1976-81) e Der Rosenkavalier (com Agnes Baltsa e Janet Perry, 1982).
Tomowa-Sintow fez sua estreia na Ópera de São Francisco em 1974, como Donna Anna em Don Giovanni. No ano seguinte, estreou no Covent Garden como Fiordiligi, em Così fan tutte. Em 1976. fez sua estreia no Metropolitan Opera. Já em 1980, estreou na Lyric Opera de Chicago como Donna Anna. Por fim, estreou como Elsa em Lohengrin no La Scala, em 1982.
Sua gravação de Ariadne auf Naxos com James Levine e a Filarmônica de Viena de 1988, ganhou o Prêmio Grammy de Melhor Ópera de Gravação.

## Discografia
- Mozart: Le nozze di Figaro[1], Decca CD, 478-343-8, 2012

### Entrevistas
- «Anna Tomowa-Sintow entrevista». www.kcstudio.com por Bruce Duffie